# Nyíregyháza-Borbányai Görögkatolikus Egyházközség
A Nyíregyháza-Borbányai Görögkatolikus Egyházközség görögkatolikus egyházközség Nyíregyháza Borbánya nevű városrészében. Jelenlegi parókusa dr. Janka György, aki egyben a Nyíregyházi Egyházmegye papjaként a Nyíregyházi Esperesi Kerület espereseként is szolgál.

## Alapítása
Dr. Keresztes Szilárd megyéspüspök 1995-ben alapított egyházközséget a borbányai városrészben lakó görögkatolikusok részére. A 2022-es templomszentelés előtt a hétköznapi szertartásokat a parókiaépület alagsorában kialakított kápolnában, vasár- és ünnepnapokon azonban a római katolikus templomban voltak a szertartások.

## Címünnep
Az egyházközség címünnepe október 31-én, Boldog Romzsa Tódor emléknapján van.

## A saját templom
2020 Pünkösd vasárnapjának délutánján Szocska A. Ábel nyíregyházi megyéspüspök megáldotta a templom alapkövét. A munkálatok viszont már áprilisban elkezdődtek, viszont az alapkőletétellel a Covid19-világjárvány miatt egy ideig várni kellett. 2022. június 6-án, Pünkösdhétfőn a három magyarországi görögkatolikus főpásztor, Kocsis Fülöp hajdúdorogi érsek-metropolita, dr. Orosz Atanáz miskolci megyéspüspök és Szocska A. Ábel nyíregyházi megyéspüspök felszentelték az egyházközség saját templomát Boldog Romzsa Tódor tiszteletére.